# Derindere, Çaykara
Derindere là một xã thuộc huyện Çaykara, tỉnh Trabzon, Thổ Nhĩ Kỳ. Dân số thời điểm năm 2011 là 32 người.